# Ben Breedlove
Benjamin Daniel Breedlove (8. august 1993 – 25. december 2011) var en amerikansk internet-personlighed fra Austin i Texas og kendt for sine blogs på YouTube. Om aftenen den 25. december i 2011, døde han af et hjertestop i en alder af 18 år.

## Personlige liv
Breedlove voksede op i Austin, Texas , hvor han var sidste års-elev på Westlake High School. Han boede med sine forældre og to søskende, Ally og Jake. Hans bedsteven var Justin Miller, der flyttede til da Ben var 4 år gammel. Siden da, havde de altid været bedste venner. I 2009 begyndte han at uploade video-blogs på YouTube, hvor han uddelte kæresteforholds-rådgivning til sine jævnaldrende.

## YouTube
Breedlove skabte den populære OurAdvice4You kanal på YouTube i november 2010. Han uploadede rådgivning til kæresteforhold til sine seere og interviewe familiemedlemmer og venner. Den 23. maj, 2011, lancerede han sin anden kanal, BreedloveTV, en kammeratkanal til sin første, hvor han besvarede spørgsmål om dating, parforhold og rådgivning.
Pr. 29. december 2011 har OurAdvice4Youm i alt 38 videoer, og næsten 60.000 abonnenter, og BreedloveTV har 17 videoer og næsten 20.000 abonnenter.
En tredje kanal, blev skabt af Breedlove den 18. december 2011, med titlen TotalRandomness512. Denne kanal er vært for de to delte video, "This is my story", som siden er blevet viral.

## Hjertetilstand
I en tidlig alder, fik Breedlove diagnosticeret hypertrofisk kardiomyopati (HCM), en muskel hjertesygdom, hvilket gjorde det vanskeligt for hans hjerte at pumpe blod, i sidste ende fører det til hjerte-problemer. Hans læge mente, at Breedlove ikke ville overleve sine tidlige teenageår. Og var ikke overrasket da hun hørte om Ben's død.

### "This is my story"
Den 18. december 2011, udgav Breedlove en 2-delt video på YouTube med titlen "This is my story". Ved brug af notekort, forklarede han om sin hjertetilstand, samt hvordan det påvirkede hans liv. Han nævnte tre nær-døds oplevelser.
I videoen, beskriver Breedlove om hvordan han første gang "snød" døden, som var i en alder af 4, hvor han fik et livstruende anfald. Han går i videoen ind på at beskrive en oplevelse, han havde på hospitalet og samtidig være kørt på hjul på en båre: "Der var det her store lys over mig ... Jeg kunne ikke begribe, hvad det var, fordi det var så lyst. Jeg fortalte min mor, 'Se på det lyse lys' og pegede op. Hun sagde, hun ikke så noget".  (Originaltitel: "There was this big bright light above me ... I couldn't make out what is was because it was so bright. I told my mom, 'Look at the bright light' and pointed up. She said she didn't see anything").
Den 3. maj 2009, undergik Breedlove en operation for at indsætte en defibrillator. Defibrillatoren hjalp til regulere hans hjerte til at slå og gav ham mere energi. I videoen viser han af et rødt ar på brystet, hvor pacemakeren var blevet indsat.
I sommeren 2011 fik Breedlove sit andet hjertestop, da han var på hospitalet til et rutine-tonsillektomi. Han erklærede, at: "Det var et mirakel, at de bragte mig tilbage ... Jeg var bange for at dø, men er så glad for jeg ikke gjorde det." (Originaltitel: "It was a miracle that they brought me back ... I was scared to die, but am so glad I didn't.")
Tredje gang Breedlove overlevede døden var den 6. december i 2011. Mens han var i hallen på Westlake High School, følte han, at han skulle besvime, så han satte sig på en bænk, hvor han så besvimede. Det næste, han husker, er at blive omringet af akutmedicinske tjenester (EMS) personale, og at han var ude af stand til at tale eller bevæge sig. Han husker at være besvimet en anden gang, efter at være blevet genoplivet med et "chokpad". Hans hjerte ophørte med at pumpe blod i 3 minutter.  Mens Breedlove var bevidstløs havde han en følelse af behag, der svarer til hans første nærdødsoplevelse. Han husker at være klædt i et hvidt jakkesæt, stående ved siden af sin foretrukne rap kunstner, Kid Cudi i et hvidt rum.
Breedlove døde af et hjertestop Juleaften, en uge efter at han lavede sin sidste video på YouTube. Den aften var hans familie og venner samlet i hjemmet til julemiddag, men i stedet faldt han om af et fatalt hjertestop. Ambulancen styrtede ham til hospitalet, men var ude af stand til at genoplive ham.
Nyheden om hans død blev dækket verden rundt den 27. december, hans historie optrådte først på Nine Networks MSN før dækningen spredte sig ud til verden på andre store medier, herunder Los Angeles Times, American Broadcasting Company, CBS News, MSNBC, Fox News, MTV, Daily Mail, Independent, Herald Sun, Washington Post and People Magazine.

## Død og efterspil
Den 29. december, blev Breedlove begravelse afholdt på Gateway Kirke, i Austin, Texas. Mindehøjtidelighed blev sendt direkte på KXAN, efter hans fars ønske. Mere end 1.400 mennesker deltog i tjenesten, og blev set af 11.000 online. En dag efter begravelsen, sagde Kid Cudi som reaktion: "Det har virkelig rørt mit hjerte på en måde, jeg kan ikke beskrive, det er derfor, jeg gør hvad jeg gør".